# Embolie (album)
Albums de Éric Lareine
Éric Lareine et leurs enfants
(2010) L'Évidence des contrastes
(2014)
Embolie est le cinquième album d'Éric Lareine, paru en 2012.

## Historique
À la suite du départ du saxophoniste Frédéric Gastard en 2011, Éric Lareine remanie son groupe Leurs enfants en accueillant le claviériste Cédric Piromalli et le multi-instrumentiste Loïc Laporte. Avec cette formation au son plus étoffé, il crée un nouveau répertoire plus directement rock, ici abordé sous ses multiples facettes stylistiques.
La majorité des compositions a été prise en charge par Pascal Maupeu et Cédric Piromalli. « L'Été » et « L'Ange des rails », composés en 1998 respectivement par Gilles Carles et par Jean-Paul Raffit, sont tirés de ce qui aurait dû être le quatrième album d'Éric Lareine, resté inédit à ce jour. Ces morceaux ont été réarrangés par Leurs enfants.
« Cette année » est un court texte dit par Lareine sans accompagnement musical.

## Titres
Tous les textes sont d'Éric Lareine. Les auteurs des musiques sont indiqués ci-dessous (la mention "Leurs enfants" désignant une création musicale collective).
| No  | Titre              | Compositeur(s)   | Durée |
| --- | ------------------ | ---------------- | ----- |
| 1.  | L'Été              | Gilles Carles    | 3:59  |
| 2.  | Un fil             | Pascal Maupeu    | 3:03  |
| 3.  | Tout tombe         | Cédric Piromalli | 4:27  |
| 4.  | La brise est salée | Cédric Piromalli | 4:49  |
| 5.  | C'est mon nom      | Leurs enfants    | 4:47  |
| 6.  | Fin Prox           | Pascal Maupeu    | 2:58  |
| 7.  | L'Ange des rails   | Jean-Paul Raffit | 5:28  |
| 8.  | Cette année        |                  | 1:31  |
| 9.  | Magazine           | Cédric Piromalli | 4:52  |
| 10. | K R.I.B.           | Pascal Maupeu    | 4:21  |
| 11. | La Fée d'Égypte    | Pascal Maupeu    | 4:21  |
| 12. | Ernest             | Loïc Laporte     | 3:13  |

## Musiciens
- Éric Lareine : chant, harmonicas
- Pascal Maupeu : guitares acoustique et électrique
- Frédéric Cavallin : batterie, percussions
- Cédric Piromalli : piano, claviers
- Loïc Laporte : saxophones, clarinettes, guitare basse, guitare baryton, banjo
- Alexandre Papaïs : trompettes, trombone (piste 5)
- Astrid Arbouch : cor (piste 4)
- Céline Halbout : cor anglais (piste 4)
- Jean-Baptiste Rehault : saxhorns (piste 11)

## Production
- Prise de son, réalisation & mixage : Arnaud Houpert
- Prises de son additionnelles : Éric Volpatti, Antoine Polin
- Mastering : Alexis Bardinet
- Production exécutive : Matthieu Cardon (Les Productions du Vendredi)
- Crédits visuels : Dorothy-Shoes (photographies), Adèle Bachet d'Ovidio (dessins)